# Jeholodens
Jeholodens foi um mamífero pré-histórico que viveu durante a Era dos Dinossauros, no período Cretáceo, na China. Pertencia a extinta ordem dos triconodontes.
Como a maioria dos mamíferos primitivos (mas não todos), ele era um pequeno insetívoro de hábitos noturnos.